# 神艺文化
藝星動力文化（香港）傳播有限公司，「创翊文化传播有限公司」，前身是由著名女作家琼瑶创办的中国大陸文化娱乐业内资深的金牌制作公司—上海仲杰文化交流传播有限公司，由何琇琼担任CEO。是一家专注于影视剧、演艺经纪、公关活动的企业。成功拍摄了《还珠格格》、《情深深雨濛濛》等片，旗下造就出赵薇、林心如、蒋勤勤、黄奕、秦岚、张嘉倪等一大批影视明星。所有剧集都与湖南卫视联合出品，主打電視劇製作與藝人、幕後人員培訓，藝人經紀約由公司掌控，不受湖南衛視制約。 现为上海懿合文化传媒股份有限公司旗下一间子公司。

## 旗下男女艺人/工作室

### 男藝人
- 钟凯
- 王今铎
- 娄茗森
- 谢杨言木
- 刘子瑞

### 女藝人
- 万茜（已成立万茜工作室）
- 海陆（同为华凡星之旗下艺人）
- 孙悠然
- 王奕
- 许競元
- 田爽
- 张逗逗（懿合传媒）

## 已解约或离开

### 男藝人
- 邱心志 （现为北京星睿天艺文化传播有限责任公司旗下艺人）
- 何明翰 （现为华策影视旗下艺人）
- 陶帅   （现为百纳合润文化传媒有限公司旗下艺人）
- 邓伦   （已成立邓伦工作室，工作室挂名在新丽传媒旗下）
- 張睿 （现为欢瑞世纪旗下艺人，已成立张睿工作室)
- 潘杰明 （2012年后暂且回纽约至今没有接拍任何戏剧，现今担任瑜伽运动员）
- 李佳航 （现为童乐影视旗下艺人，已成立李佳航工作室）
- 赵魏
- 贾本初
- 高梓淇 （已成立上海高梓淇影视文化工作室，经纪事务由其打理）
- 路宏
- 刘佐晨
- 张柏杨
- 袁布
- 武家辉
- 段钧豪

### 女藝人
- 孙耀琦 （已成立孙耀琦工作室）
- 李晟 （现为童乐影视旗下艺人，已成立李晟Su工作室）
- 张颖 （现为北京世纪众和影视文化有限公司旗下艺人）
- 麦迪娜 （现为耀客传媒旗下艺人）
- 井凌潇
- 李凯馨（现为北京盛夏星空传媒经纪公司旗下艺人）
- 张雅钦（现为北京嗨朵影视文化有限公司旗下艺人）
- 雷洋
- 刘亚州
- 许林

## 公司作品
- 1998《苍天有泪》
- 1998《还珠格格》
- 1999《还珠格格2》
- 2001《情深深雨濛濛》
- 2003《还珠格格之天上人间》
- 2007《又见一帘幽梦》
- 2009《微笑在我心》
- 2010《丝丝心动》
- 2010《佳期如梦》
- 2011《新还珠格格》
- 2012《我家有喜》
- 2012《艾米加油》
- 2013《花非花雾非雾》
- 2016《皇恩浩蕩》
- 2017《将婚姻进行到底》